# Le storie che ci raccontiamo
Le cose che ci raccontiamo, pubblicato nel gennaio 2016, è l'ottavo album in studio del gruppo piemontese Perturbazione.

## Tracce
1. Dipende da te – 3:41
2. Trentenni – 3:54
3. Una festa a sorpresa – 4:10
4. Ti aspettavo già – 3:59
5. Cara rubrica del cuore – 3:08
6. Cinico – 2:55
7. La prossima estate – 4:11
8. Everest – 3:14
9. Da qualche parte nel mondo – 3:26
10. Le storie che ci raccontiamo – 6:20

## Formazione
- Tommaso Cerasuolo - voce
- Cristiano Lo Mele - chitarra, tastiere
- Alex Baracco - basso
- Rossano Antonio Lo Mele - batteria

## Classifiche
| Classifica (2016) | Posizione massima |
| ----------------- | ----------------- |
| Italia            | 45                |